# Мирнов, Игорь Сергеевич
Игорь Сергеевич Мирнов, (19 сентября 1984, Чита) — российский хоккеист, нападающий.

## Биография
Воспитанник московского «Динамо». Начал карьеру в 2002 году в составе этого клуба. В следующем году на драфте НХЛ был выбран во 2 раунде под общим 67 номером клубом «Оттава Сенаторз».
В сезоне 2004/05 стал чемпионом России, а спустя год вместе с командой стал обладателем Кубка европейских чемпионов. В сезоне 2006/07 набрал рекордные для себя 45 (21+24) очков в 49 матчах. В середине следующего сезона, являясь капитаном «Динамо», перешёл в магнитогорский «Металлург», с которым дважды стал бронзовым призёром российских первенств, а также вновь обладателем Кубка европейских чемпионов.
Перед началом сезона 2008/09 Мирнов подписал двухлетний контракт с мытищинским «Атлантом». В середине сезона перешёл в состав ХК МВД. Проведя лишь 10 игр, был отзаявлен и принял решение продолжить карьеру в новосибирской «Сибири», где вновь стал играть на привычно высоком уровне. После окончания сезона продлил контракт ещё на два года.
В сезоне 2010/11 провёл 57 матчей, в которых набрал 43 (16+27) очка, став лучшим бомбардиром команды. 26 мая 2011 года было объявлено о том, что Мирнов выставлен на трансфер из-за новых принципов комплектования команды, после чего принял решение заключить соглашение с уфимским «Салаватом Юлаевым».
31 октября 2016 года присоединился к московскому «Спартаку», подписав контракт до конца сезона.

### Сборная
В составе сборной России Игорь Мирнов призывался для участия в матчах Еврохоккейтура в сезонах 2005/06 и 2006/07, которые проходили в Праге и Стокгольме.

## Достижения
- Чемпион России 2005.
- Бронзовый призёр чемпионата России 2008.
- Бронзовый призёр открытого чемпионата России КХЛ в сезоне 2008/2009.
- Обладатель Кубка европейских чемпионов (2): 2006, 2008.
- Финалист Лиги чемпионов 2009.
- Серебряный призёр КХЛ в сезоне 2013/2014
- Финалист Кубка Гагарина 2015.

## Статистика
| Легенда | Легенда                    | Легенда | Легенда                   | Легенда | Легенда    |
| ------- | -------------------------- | ------- | ------------------------- | ------- | ---------- |
| И       | Количество проведённых игр | Штр     | Штрафное время            | +/−     | Плюс-минус |
| Г       | Голы                       | П       | Голевые передачи          | О       | Очки       |
| -       | Статистика неизвестна      | —       | Статистика не учитывалась |         |            |